# If I Can Dream
If I Can Dream – piosenka napisana przez Waltera Earla Browna w 1968 roku, którą spopularyzował Elvis Presley. Znana z licznych odwołań do cytatów z Martina Luthera Kinga.
Najciekawszym wykonaniem Elvis popisał się w 1968 na koncercie Elvis NBC – TV Special.